# Urolophus kaianus
Urolophus kaianus é uma espécie de peixe da família Urolophidae.
É endémica da Indonésia.